# 大塚吾郎
大塚 吾郎（おおつか ごろう、1945年 - ）は、日本の俳優。

## 来歴
1945年、東京都出身。緒形拳の弟子となり、俳優修行を積む。
1975年、料理人を志して俳優業を休止。メキシコに渡って現地の料理店で約1年間料理修業をして帰国。都内にメキシコ料理店をオープンし、オーナーとして勤務していたが、「必殺渡し人」の金次役のオファーがかかり、俳優業に復帰した。

## 出演

### テレビドラマ
- 特別機動捜査隊－第395話－平尾
- 姿三四郎－檜垣鉄心(レギュラー)
- 必殺仕掛人－第3話－駒木野の安蔵
- 必殺必中仕事屋稼業－源五郎(レギュラー)
- 非情のライセンス－第2シリーズ第60話－土田
- 必殺仕業人－第24話－岡っ引
- 必殺からくり人ー第6話ー伊佐吉
- 必殺渡し人－金次役、第8話～最終話(レギュラー)

### 映画
- 竜二－主人公竜二の親分新田